# Référendum de 2020 sur le contrôle des loyers en Californie
Un Référendum de 2020 sur le contrôle des loyers a lieu le 3 novembre 2020 en Californie. La population est amenée à se prononcer sur une initiative populaire, dite Proposition 21, visant à permettre aux gouvernements locaux de mettre en œuvre un contrôle des loyers sur les logements occupés depuis plus de quinze ans et dont les propriétaires possèdent plus de deux logements.
La proposition est rejetée à une large majorité.

## Résultats
| Choix                     | Votes      | %     |
| ------------------------- | ---------- | ----- |
| Pour                      | 6 771 298  | 40,15 |
| Contre                    | 10 095 206 | 59,85 |
|                           |            |       |
| Votes valides             | 16 866 504 | 94,83 |
| Votes blancs et invalides | 918 647    | 5,17  |
| Total                     | 17 785 151 | 100   |
| Abstention                | 4 262 297  | 19,33 |
| Inscrits/Participation    | 22 047 448 | 80,67 |

| Pour 6 771 298 (40,15 %) |  |  | Contre 10 095 206 (59,85 %) |
| ▲                        |  |  |                             |
| Majorité absolue         |  |  |                             |